# Elia III
Eliya III Abu Halim (Maiperqat, ... – 1190) è stato un vescovo cristiano orientale siro, metropolita di Nisibi e patriarca della Chiesa d'Oriente dal 1176 al 1190.
Scarne sono le informazioni relative a questo patriarca della Chiesa d'Oriente, riportate da Barebreo nel suo Chronicon ecclesiasticum e dagli storici nestoriani ʿAmr e Sliba.
Secondo queste fonti, prima di essere eletto patriarca della Chiesa persiana, Eliya Abu Halim, nativo di Maiperqat, era stato metropolita di Nisibi. Alla morte del patriarca Ishoyahb V, fu eletto nuovo patriarca della Chiesa d'Oriente e consacrato la terza domenica dopo l'Epifania del 1176. Pose la residenza patriarcale nella chiesa di Mar Sabrisho nel quartiere di Suq al-Talata di Baghdad. Morì nell'aprile del 1190 e fu sepolto nella chiesa di Mar Sabrisho..
Gli succedette come nuovo patriarca Mar Yahballaha II.